# Dinastia Jīn

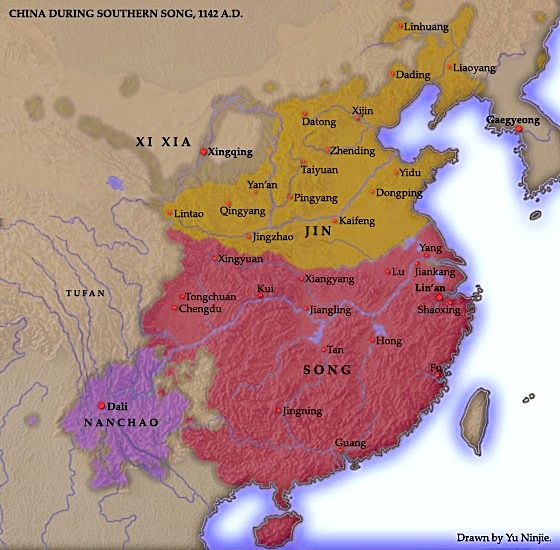
Localizzazione della dinastia Jīn

La dinastia Jīn (jurchen: Anchu; manciu: Aisin Gurun;  金朝S, Jīn CháoP; mongolico: Altan Ulus; 1115–1234), conosciuta anche come dinastia Jurchen, fu fondata dal clan Wanyan (完顏 Wányán) degli Jurchen, antenati dei Manciù, che fondarono la dinastia Qing circa 500 anni dopo.
I Jīn originarono dalla ribellione di Wanyan Aguda contro la dinastia Liao (916-1125) allora al potere nella Cina del Nord ed in Manciuria salvo venirne scacciati dagli Jurchen ed essere costretti a rifugiarsi nei loro domini più occidentali, dove divennero noti nella storiografia come dinastia Liao occidentale o Kara Khitay. Dopo aver sconfitto i Liao, i Jīn lanciarono una campagna secolare contro la dinastia Song (960-1279) di etnia Han, il cui impero occupava la Cina meridionale (v.si Guerre Jīn -Song). Nel corso del loro dominio, gli imperatori Jurchen della dinastia Jīn si adattarono alle usanze Han e fortificarono persino la Grande Muraglia contro i mongoli in ascesa. A livello nazionale, i Jīn hanno supervisionato una serie di progressi culturali, come la rinascita del confucianesimo.
Dopo aver trascorso secoli come vassalli dei Jīn, i mongoli al comando di Gengis Khan invasero l'impero degli Jurchen nel 1211 e inflissero inaspettate sconfitte catastrofiche ai loro eserciti. Dopo numerose sconfitte, rivolte, defezioni e colpi di stato, i Jīn soccombettero alla conquista mongola nel 1234, al termine d'un conflitto durato oltre vent'anni.

## Nome
La dinastia Jīn era ufficialmente conosciuta come il "Grande Jīn" al suo tempo. Inoltre, gli imperatori Jīn chiamavano il loro stato Cina, Zhongguo (中國S), proprio come altre dinastie non Han (cinesi) avevano già fatto in precedenza. I governanti non Han hanno ampliato la definizione di "Cina" per includere i popoli non Han oltre agli Han ogni volta che governavano la Cina. I documenti Jīn indicano che l'uso di "Cina" da parte delle dinastie per riferirsi a se stesse iniziò prima di quanto si pensasse.

## Storia

### Origini
I presunti progenitori del popolo Jurchen potrebbero essere stati i Mohe che vivevano in quella che oggi è la Cina nord-orientale e facevano parte del regno multietnico coreano di Balhae (698–926). I Mohe erano un popolo principalmente sedentario che praticava la caccia, l'allevamento di maiali e coltivava soia, grano, miglio e riso. I cavalli erano rari nella regione fino al tempo della dinastia Tang (618-907) e la pastorizia non si diffuse fino al X secolo sotto il dominio dei Kitai. I Mohe esportavano manufatti realizzati con componenti delle renne e potrebbero anche averle cavalcate. Praticavano la schiavitù di massa e usavano gli schiavi come aiuto nella caccia e nei lavori agricoli. I Tang descrissero i Mohe come un popolo feroce e incolto che usava frecce avvelenate.
I due gruppi più potenti dei Mohe erano gli Heishui Mohe a nord, dal nome del fiume Amur, e i Sumo Mohe a sud, dal nome del fiume Songhua. Dagli Heishui Mohe sarebbero originati gli Jurchen, nelle aree montuose boscose della Manciuria orientale e del Territorio del Litorale russo. Anche la federazione Wuguo ("Cinque Nazioni") che esisteva a nord-est della moderna Jilin è considerata antenata degli Jurchen. Gli Jurchen furono menzionati per la prima volta nei documenti storici nel X secolo come portatori di tributi alle corti dei Liao, dei Tang posteriori e dei Song. Praticavano la caccia, la pesca e allevavano buoi mentre la loro principale esportazione erano i cavalli. Non avevano scrittura, calendari o uffici ancora alla metà dell'XI secolo. Gli Jurchen erano all'epoca piccoli attori politici nel sistema internazionale. Nel X secolo erano diventati vassalli della dinastia Liao fondata dai Kitai ma inviarono anche una serie di missioni tributarie e commerciali nella capitale Song di Kaifeng che i Liao tentarono senza successo d'impedire. Alcuni Jurchen resero invece omaggio al Goryeo, la nuova compagine statale coreana, e si schierarono con quest'ultimo durante le Guerre Goryeo-Kitai (993-1022). Hanno offerto tributi a entrambe le corti sia per necessità politiche sia per benefici materiali.
Nell'XI secolo c'era un diffuso malcontento contro i Kitai tra gli Jurchen, poiché i Liao estorcevano loro con la forza il tributo annuo. Sfruttando il desiderio di indipendenza degli Jurchen dai Kitai, il capo Wugunai (1021–1074) del clan Wanyan salì alla ribalta, assoggettando tutta la Manciuria orientale, dal Monte Paektu alle terre della tribù Wuguo. Secondo la tradizione, Wugunai era un discendente di sesta generazione di Hanpu, mentre suo padre deteneva un titolo militare dalla corte Liao, sebbene il titolo non conferisse o detenesse alcun potere reale. le testimonianze ci riportano che Wugunai era un grande guerriero, mangiatore, bevitore e amante delle donne. Suo nipote Aguda avrebbe fondato la dinastia Jīn.

### Ascesa
La dinastia Jīn fu creata nell'odierna Jilin e Heilongjiang dal capo-tribù Wányán Āgǔdǎ (完顏阿骨打), poi imperatore con il nome Taizu (太祖), nel 1115. Secondo la tradizione, Aguda era un discendente di Hanpu. Aguda adottò il termine per "oro" come nome del suo stato, a sua volta una traduzione del fiume Anchuhu che significava "dorato" in lingua jurchen. Questo fiume, noto come Alechuka in cinese moderno, è un affluente del fiume Songhua a est di Harbin. I primi governanti degli Jurchen, come anticipato, erano la dinastia Liao di etnia Kitai che aveva dominato la moderna Cina settentrionale e nord-orientale e l'altopiano mongolo per diversi secoli. Nel 1121, gli Jurchen s'allearono con i Song e coordinarono un'invasione congiunta dell'impero Liao. Mentre gli eserciti Song vacillavano, i Jurchen riuscirono a scacciare i Liao in Asia centrale, dove divennero noti nella storiografia come "dinastia Liao occidentale" o Kara Khitay. Nel 1125, morto Aguda, i Jīn ruppero l'alleanza con i Song e invase la Cina settentrionale. Quando la dinastia Song rivendicò le c.d. "Sedici Prefetture", popolate da Han, furono «ferocemente contrastate» dalla popolazione Han già sottomessa ai Liao, mentre quando furono gli Jurchen ad invaderli non si opposero e anzi consegnarono loro la capitale meridionale (l'odierna Pechino, allora nota come Yanjing). I Jurchen erano infatti sostenuti da famiglie nobili Han anti-Song con sede a Pechino. I cinesi Han che lavoravano per i Liao erano visti come nemici ostili dalla dinastia Song. Anche alcuni Han sudditi dei Song disertarono a favore dei Jīn. Un errore cruciale commesso dai Song durante l'attacco congiunto ai Liao fu la rimozione della foresta difensiva originariamente costruita lungo il confine Song-Liao. A causa della rimozione di questa barriera, nel 1126-1127, l'esercito Jīn marciò rapidamente attraverso la pianura della Cina settentrionale fino a Bianjing (l'attuale Kaifeng), capitale dei Song. Il 9 gennaio 1127, gli Jurchen saccheggiarono i palazzi imperiali di Kaifeng, catturando sia l'imperatore Qinzong sia suo padre, l'imperatore Huizong che aveva abdicato di fronte all'avanzata dei Jīn (v.si Incidente Jingkang). Dopo la caduta di Bianjing, i superstiti Song si spostarono a sud e vi rifondarono la dinastia che prese il nome di "dinastia Song meridionale", continuando a combattere i Jīn per oltre un decennio, firmando infine il Trattato di Shaoxing nel 1141 che prevedeva la cessione di tutti i territori Song a nord del fiume Huai agli Jurchen e l'esecuzione del generale Song Yue Fei in cambio della pace. Il trattato di pace fu formalmente ratificato l'11 ottobre 1142 quando un inviato Jīn visitò la corte dei Song.
Dopo aver conquistato Kaifeng e occupato la Cina settentrionale, i Jīn scelsero deliberatamente la terra come elemento dinastico e il giallo come colore regale. Secondo la teoria dei Cinque Elementi (wu xing), l'elemento terra segue il fuoco, l'elemento dinastico dei Song, nella sequenza della creazione elementale. Pertanto, questa mossa ideologica mostra come i Jīn considerassero il regno dei Song in Cina ufficialmente terminato e loro stessi come il legittimo ed unico potere sovrano della Cina vera e propria.

### Migrazione a Sud
Dopo aver conquistato la Cina settentrionale, la dinastia Jīn avviò un rapido processo di sinicizzazione. Nel corso di due decenni, circa tre milioni di manciù (metà dei quali di etnia jurchen),migrarono verso sud, nella Cina settentrionale, e questa minoranza regnò su una popolazione complessiva di circa trenta milioni di persone. Agli Jurchen furono concesse concessioni fondiarie e organizzate in unità militari ereditarie: 300 famiglie formarono una mouke (compagnia) e 7–10 mouke formarono una meng-an (chiliarchia/battaglione). Molti Jurchen sposarono cinesi Han, sebbene il divieto per i nobili Jurchen di sposare cinesi Han non fu revocato fino al 1191.
Nel 1135, dopo la morte dell'imperatore Jīn Tàizōng (太宗), gli succedettero tre nipoti di Aguda. Il primo fu Xīzōng (熙宗) (r. 1135-1149) che studiò i classici cinesi, fu autore di componimenti poetici e, pur adottando tradizioni culturali cinesi, mantenne tutti i privilegi della nobiltà jurchen. Più tardi nella vita, Xizong divenne un alcolizzato e giustiziò molti funzionari per averlo criticato. Ha anche fatto uccidere i leader Jurchen che si opponevano a lui, anche quelli del clan Wanyan. Nel 1149 fu assassinato da una cabala di parenti e nobili, che fece di suo cugino Wányán Liàng (完顏亮) il prossimo imperatore Jin. A causa della brutalità della sua politica interna ed estera, Wanyan Liang fu retrocesso postumo dalla carica di imperatore. Di conseguenza, gli storici lo hanno comunemente indicato con il nome postumo "Principe di Hǎilíng" (海陵王).

### Ribellioni nel Nord

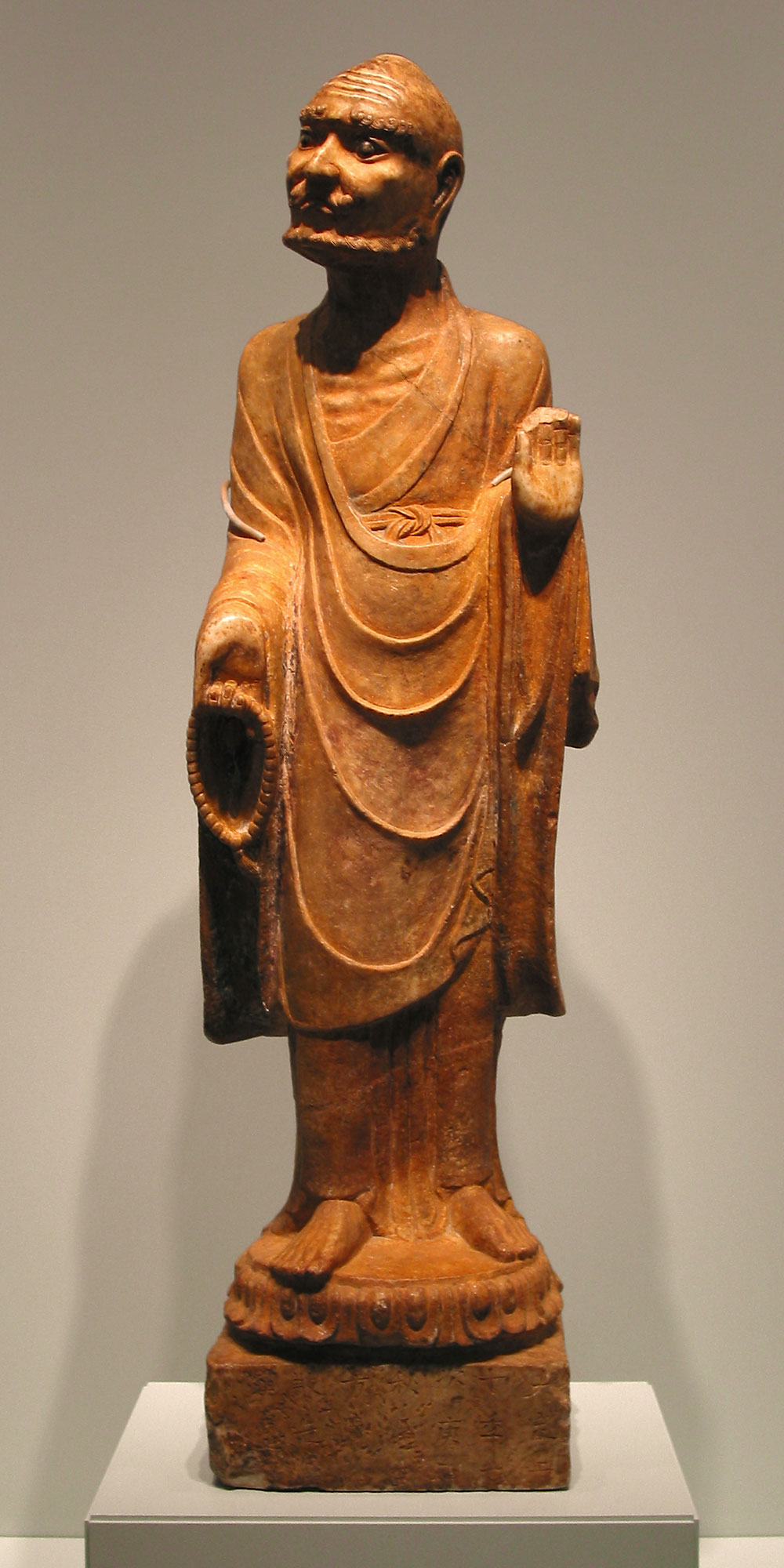
Statua di marmo di un monaco buddhista, ca. 1180, dinastia Jīn

Nel 1153, il principe Hǎilíng spostò la capitale "meridionale" da Huining Fu nella Manciuria settentrionale (a sud dell'odierna Harbin) a Zhongdu (l'odierna Pechino). Quattro anni dopo, nel 1157, distrusse Pechino, compresi i palazzi della nobiltà, e spostò la capitale meridionale a Kaifeng, iniziandone la ricostruzione (la città era stata saccheggiata nel 1127). Il principe Hǎilíng tentò anche di soffocare la ribellione dei nobili Jurchen dissidenti ordinando l'esecuzione di 155 principi.
Il principe Hǎilíng attaccò la dinastia Song del Sud nel 1161. Intanto, due ribellioni simultanee, la prima dei nobili Jurchen, comandati da Wányán Yōng (完顏雍), e la seconda delle tribù Khitan, scoppiarono nella Manciuria, costringendo la dinastia Jīn a ritirare l'esercito dalla Cina meridionale per soffocare le rivolte. I Jīn furono sconfitti nelle battaglie di Caishi e di Tangdao. Nel dicembre 1161 il principe Hǎilíng fu assassinato dai suoi stessi generali, ed anche suo figlio ed erede al trono fu ucciso nella capitale. Wányán Yōng, che era salito al trono già nel mese di ottobre, fu riconosciuto ufficialmente imperatore solo dopo la morte del principe ereditario, e prese quindi il nome di Shìzōng (世宗). La rivolta Khitan fu sedata solo nel 1164; le ribellioni interne avevano gravemente compromesso la forza militare Jīn e la sua capacità di fronteggiare la dinastia Song del Sud, inducendo l'imperatore Shìzōng a negoziare la pace. Nel 1164 fu firmato il trattato di Lóngxīng (隆興和議), che assicurò oltre un quarantennio di pace fra i due imperi.
Nei primi anni del decennio 1180 l'imperatore Shìzōng riformò il sistema delle tasse ed incoraggiò l'agricoltura. L'impero Jīn conobbe un periodo di prosperità. Il nipote di Shìzōng, l'imperatore Zhāngzōng (章宗) (regno 1189-1208), pur esaltando i valori della tradizione Jurchen, si accostò alla cultura cinese, e sposò una donna cinese.
Nel 1207 i Song tentarono un'invasione, ma l'esercito Jīn fu in grado di respingerli. Col successivo accordo di pace, i Song furono costretti a pagare un elevato indennizzo e a giustiziare Hán Tūozhòu (韩侂胄), capo del partito della guerra.

### Declino
All'inizio del XIII secolo, la dinastia Jīn cominciò a subire le pressioni dei Mongoli a nord. Gengis Khan nel 1205 condusse i Mongoli nel territorio della dinastia Xia occidentale e li saccheggiò nei quattro anni successivi. Nel 1211 una cavalleria di circa 50 000 Mongoli invase l'impero Jīn e cominciò ad assorbire i ribelli Khitan e Jurchen. L'esercito Jīn, che pure contava mezzo milione di uomini e 150 000 cavalieri, fu costretta ad abbandonare la "capitale occidentale". L'anno seguente, i Mongoli invasero il nord e conquistarono la "capitale orientale" Jin, e nel 1213 assediarono la "capitale centrale". Nel 1214 i Jīn furono costretti a subire un trattato umiliante, e riuscirono a mantenere il possesso della città, ma l'imperatore Xuānzōng (宣宗) abbandonò la capitale centrale e spostò il governo nella "capitale meridionale" Kaifeng. Nel 1216 Xuānzōng fu indotto ad attaccare i Song, ma l'azione si risolse in una sconfitta presso il fiume Azzurro, dove il principe Hǎilíng era stato sconfitto nel 1161.
L'imperatore Āizōng (哀宗), succeduto dopo una lotta dinastica contro suo fratello, mise fine alla guerra e rientrò nella capitale. Successivamente, concluse un accordo di pace con i Tangut, che erano stati alleati dei Mongoli.
Genghis Khan morì nel 1227, mentre il suo esercito stava conquistando i territori della dinastia Xia occidentale. Suo figlio Ögedei Khan invase l'impero Jīn nel 1232, con l'aiuto della dinastia Song del Sud. I Jīn tentarono di opporre resistenza, ma quando fu attaccata la capitale Kaifeng, l'imperatore Āizōng fuggì a sud. I Mongoli conquistarono la città nel 1233, e l'anno seguente Āizōng si suicidò per evitare la cattura, mettendo così fine alla dinastia Jīn nel 1234.

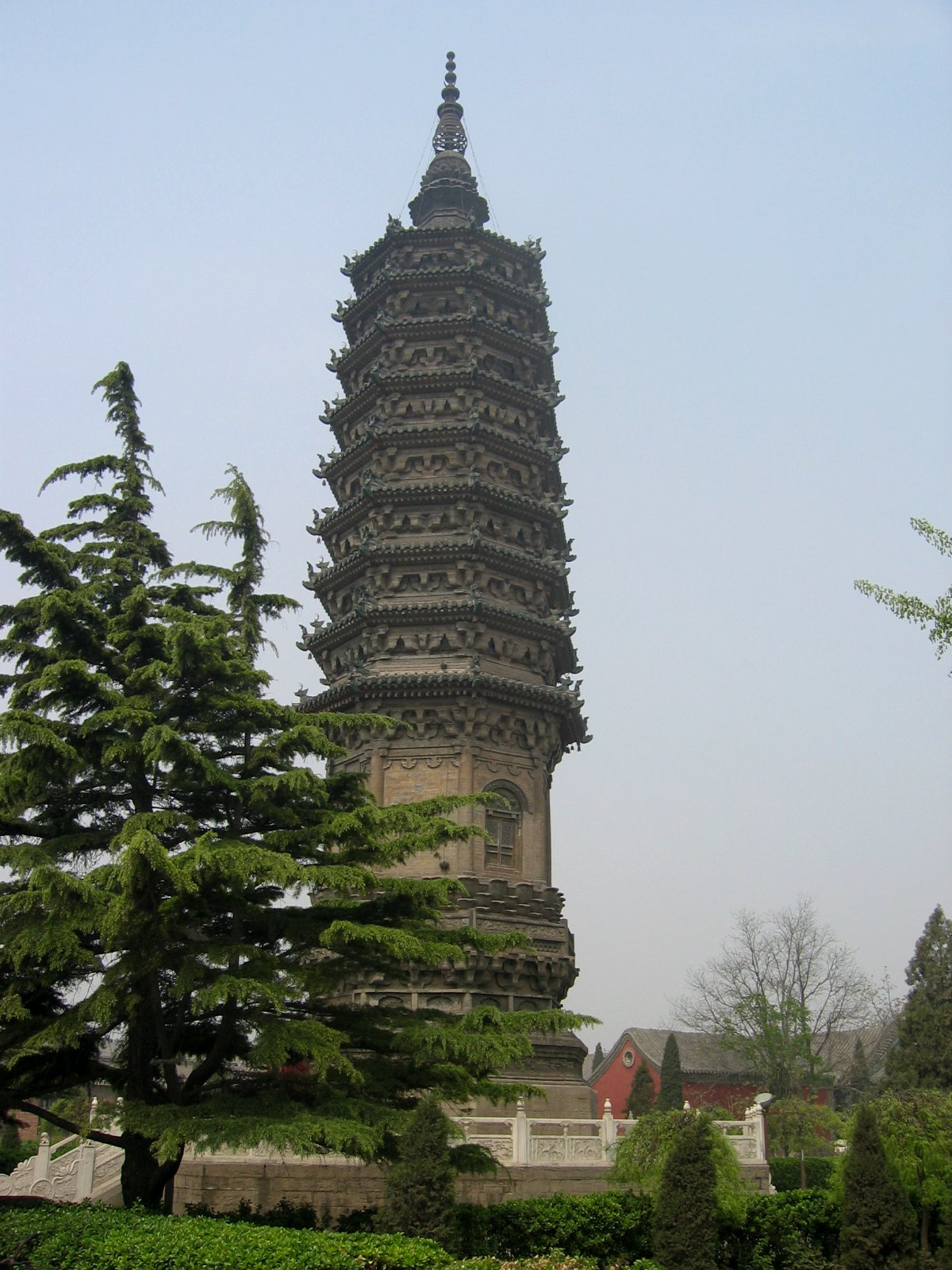
La Pagoda Chengling di Zhengding, Hebei, edificata fra il 1161 e il 1189

## Esercito

### Organizzazione militare
L'organizzazione militare dei Jīn si fondava sul sistema meng-an mou-k'o o meng'an mouke, molto simile alle Otto Bandiere della dinastia Qing. Meng-an deriva dalla parola mongola minghaan, indicante la chiliarchia (v.si Organizzazione militare dei Mongoli) mentre mou-k'o significa clan o tribù. Gruppi di cinquanta famiglie conosciuti come p'u-li-yen erano raggruppati insieme come mou-k'o, mentre da sette a dieci mou-k'o formavano un meng-an e diversi meng-an erano raggruppati in un wanhu, parola di lingua cinese per indicare 10.000 famiglie. Questa non era solo una struttura militare ma raggruppava anche tutte le famiglie Jurchen per funzioni economiche e amministrative. Anche i Kitai e i soldati cinesi Han che avevano disertato ai Jīn furono assegnati al loro meng-an. Tutti i membri maschi delle famiglie dovevano prestare servizio militare ed i servi della famiglia servire come ausiliari dei loro padroni in battaglia. Il numero di soldati cinesi Han negli eserciti Jīn sembra fosse molto significativo. I capi dei meng-an erano inizialmente la base economica dell'aristocrazia Jurchen. Alcuni meng-an divennero eserciti privati di principi imperiali ereditari, impossessandosi di proprietà e sfidando il trono. I comandanti militari Jurchen erano in gran parte nobili Jurchen ereditari e avevano il potere sui governatori civili locali nelle loro aree di presidio. Il principe Hailing abolì queste posizioni autonome, sopprimendo brutalmente potenziali minacce, e stabilì così un modello più centralizzato in stile cinese. Nel 1140 le popolazioni sedentarie, come gli Han e i Bohai, furono espulse dal sistema meng-an e nel 1163 i Kitai furono congedati a causa della loro ribellione, anche se i Kitai rimasti fedeli furono dichiarati esentati dalla misura pochi mesi dopo. Dopo che le forze meng-an diminuirono di efficacia, irregolari cinesi ad hoc chiamati Zhongxiao Jun (lett. "truppe filiali e leali") furono arruolati per combattere i mongoli: erano noti per il loro coraggio ma anche per la cattiva disciplina.

### Armi

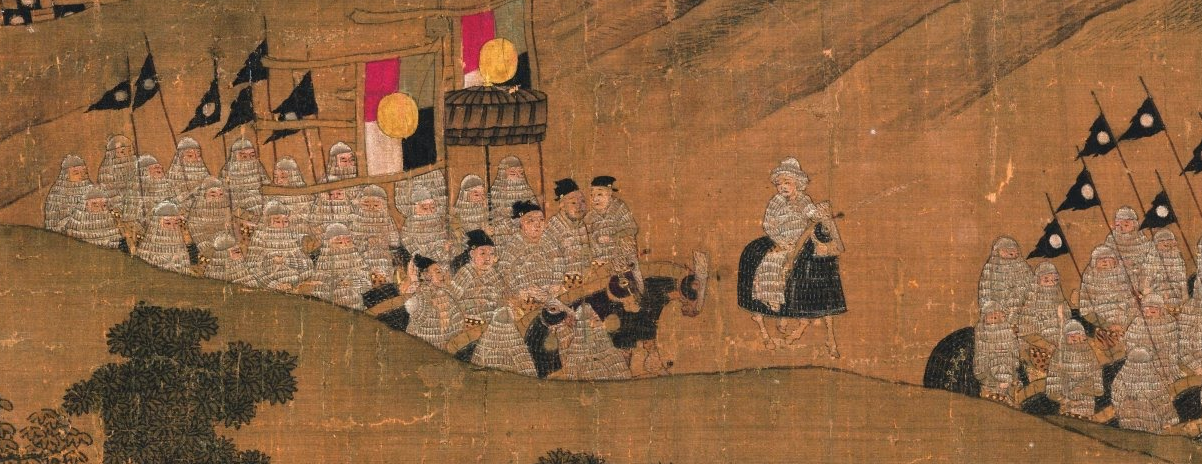
Catafratti Jīn con bandiere - PARTICOLARE dal dipinto Song.

Fonti cinesi contemporanee attribuirono il successo degli Jurchen nel travolgere le dinastie Liao e Song principalmente alla forza della loro cavalleria. Già durante la ribellione di Aguda contro i Liao, tutti i combattenti Jurchen erano a cavallo. Si diceva che le tattiche della cavalleria Jurchen fossero un residuo delle loro abilità di caccia. I cavalieri Jurchen erano dotati di armature pesanti; a volte usavano una squadra di cavalli attaccati l'uno all'altro con catene (Guaizi Ma).
Gli Jurchen avevano la reputazione di fabbricare armature e armi di alta qualità. Utilizzavano sia l'armatura di metallo sia quella trapuntata. L'esercito Jurchen era organizzato in unità di mille e di cento uomini. Ogni centuria era composta da due cinquantine d'uomini dette punian. Ogni punian si schierava su cinque file di 10 uomini di cui 20 lancieri/alabardieri in armatura e 30 arcieri.

### Inclusione di soldati stranieri

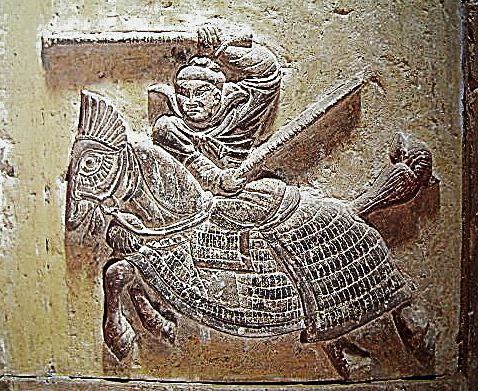
Cavalleria pesante Jīn.

L'etnia Bohai fu un elemento importante dell'amministrazione non solo civile ma anche militare dei Jīn sin dalle sue prime fasi. Dopo aver annesso il regime ribelle Bohai di Gao Yongchang, i Jīn attirarono subito reclute Bohai inviando due Bohai, Liang Fu (梁福) e Wodala (斡荅剌), ad incoraggiare i loro compatrioti ad unirsi ai Jīn sotto lo slogan 女真渤海本同一家S, lett. "Jurchen e Bohai sono originariamente della stessa famiglia". Da Gao (大 㚖), un discendente dei reali Bohai, fu un importante generale Jīn al comando di 8 chiliarchie (meng-an) di truppe Bohai che si distinse nella guerra contro i Song. I Bohai erano ammirati per le loro abilità marziali: «pieni di astuzia, superando in coraggio le altre nazioni.»
Quando la dinastia Liao si disgregò e la dinastia Song si ritirò oltre lo Yangtze, l'esercito Jīn assorbì molti soldati che in precedenza avevano combattuto per le dinastie rivali. Il nuovo impero adottò molte delle armi dell'esercito Song, comprese varie macchine per la guerra d'assedio e l'artiglieria. Proprio l'uso da parte dei Jīn di cannoni, granate e persino razzi per difendere Kaifeng assediata dai mongoli nel 1233 è considerata la prima battaglia nella storia umana in cui la polvere da sparo fu usata efficacemente, anche se non è riuscì ad impedire la caduta dei Jīn.

### Marina militare
D'altra parte, l'esercito Jīn non era particolarmente efficace nella guerra navale. Sia nel 1129-30 sia nel 1161, le forze Jīn furono sconfitte dalla marina militare dei Song quando tentarono di attraversare lo Yangtze nel territorio centrale dei Song (v. Battaglia di Tangdao e Battaglia di Caishi), anche se per quest'ultima campagna i Jīn avevano equipaggiato una grande marina propria, utilizzando costruttori navali cinesi Han e persino capitani cinesi Han che avevano disertato dai Song. Il principe Hailing fu il primo leader della dinastia a tentare di espandersi nella tecnologia navale, per attaccare i corsi d'acqua che portavano alla Cina meridionale. Nel 1130, l'esercito Jīn raggiunse Hangzhou e Ningbo nel sud della Cina ma la forte resistenza Song e la geografia dell'area fermarono la loro avanzata, costringendoli a ritirarsi, non riuscendo a sfuggire alla marina Song fino a quando non furono guidati da un disertore Han che li condusse nello Zhenjiang, mentre la Cina meridionale veniva ripulita dalle forze Jurchen.

### Grande Muraglia dei Jīn

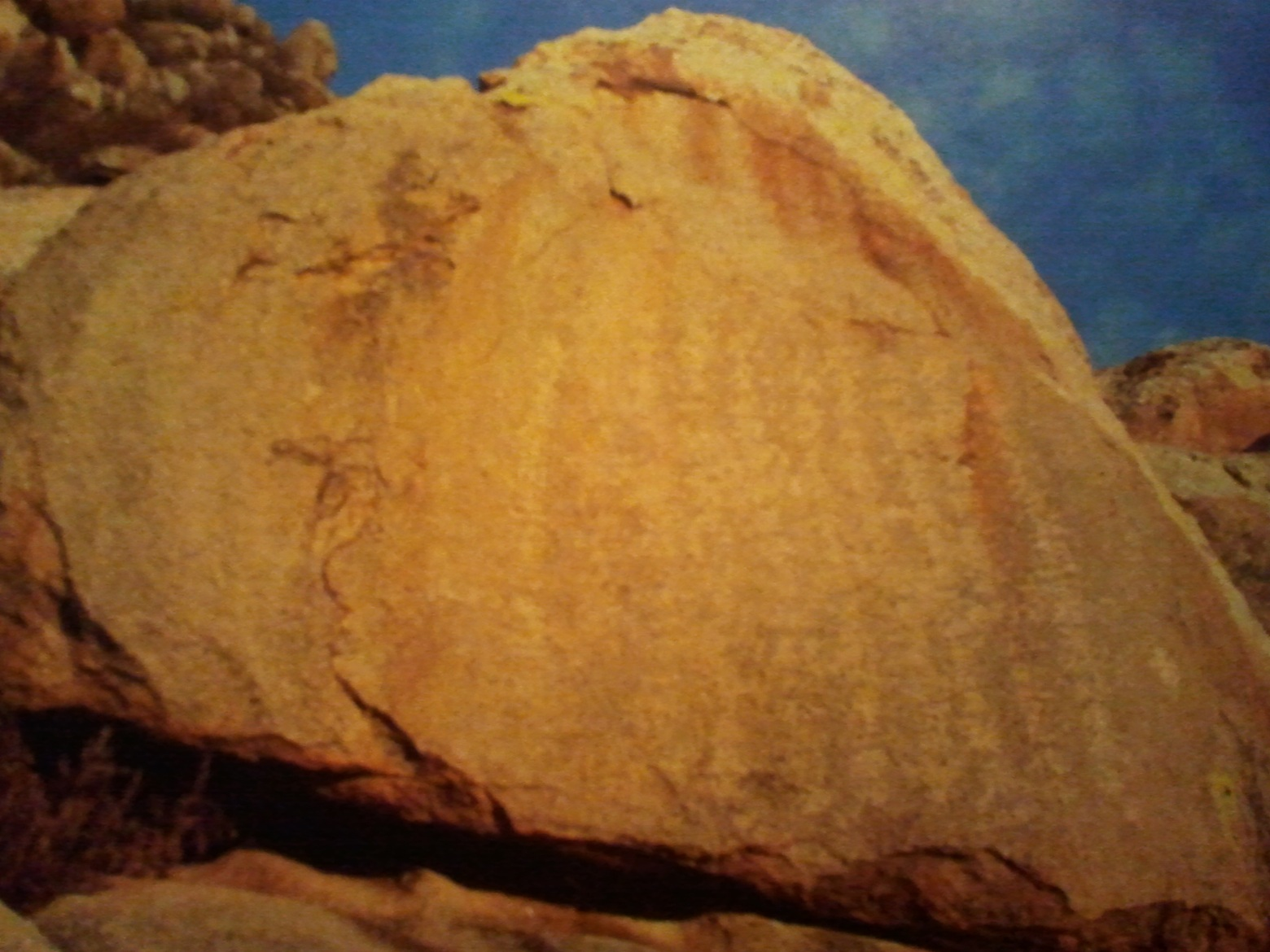
"Grande e centrale stato dorato O-Giao Jeo-Shio" (1196), rinvenuto in Mongolia.

Per prevenire le incursioni dei mongoli, fu lanciato un vasto programma di costruzione. I registri mostrano che due importanti sezioni della Grande Muraglia furono completate dagli Jurchen.
La Grande Muraglia costruita dagli Jurchen differiva dai lavori di fortificazione settentrionali delle dinastie precedenti. Conosciuta come la "fortezza di confine" o il "fossato di confine dei Jīn", fu realizzata scavando fossati rinforzati internamente da tratti di mura. In alcuni punti, sono stati aggiunti muri e fossati sussidiari per garantire una maggiore resistenza. La costruzione fu iniziata intorno al 1123 e completata intorno al 1198. Le due sezioni attribuibili alla dinastia Jīn sono conosciute come le "vecchie mura Mingchang" e le "nuove grandi mura" che insieme si estendono per più di 2.000 chilometri di lunghezza.

## Governo
Il governo della dinastia Jīn fuse le usanze tradizionali Jurchen con le istituzioni adottate dalle dinastie Liao e Song. Il governo predinastico dei Jurchen era basato sul consiglio tribale quasi egualitario. La società Jurchen, all'epoca, non aveva una forte gerarchia politica. Lo Shuo Fu (說郛) registra che le tribù Jurchen non erano governate da un'autorità centrale ed eleggevano localmente i loro capi. Le usanze tribali furono mantenute dopo che Aguda unì le tribù Jurchen e fondò la dinastia Jīn, coesistendo insieme a istituzioni più centralizzate. La dinastia Jīn aveva cinque capitali, una pratica che adottarono dai Balhae e dai Liao. I Jīn dovettero superare le difficoltà di controllare un impero multiculturale composto da territori un tempo governati dai Liao e dai Song e la soluzione del primo governo Jīn fu quella d'istituire strutture governative separate per i diversi gruppi etnici.

## Cultura
Poiché i Jīn avevano pochi contatti con il loro vicino meridionale, la dinastia Song, in entrambi gli stati si verificarono diversi sviluppi culturali. All'interno del confucianesimo, l'"apprendimento della via" che si sviluppò e divenne ortodosso presso i Song non mise radici tra i Jīn. Gli studiosi della dinastia Jīn pongono più enfasi sul lavoro dello studioso e poeta Song Su Shi (1037–1101) che sul quello di Zhu Xi (1130–1200), il fondamento dell'Apprendimento della Via tanto caro ai Song.

### Architettura
I Jīn hanno perseguito una rinascita dell'urbanistica della dinastia Tang, con progetti architettonici a Kaifeng e Zhongdu (l'odierna Pechino), costruendo ad esempio un campanile e una torre del tamburo per annunciare il coprifuoco notturno (progetto ripreso dopo essere stato abolito dai Song). Gli Jurchen seguirono il precedente sistema Kitai di vivere in tende in mezzo all'architettura cinese che a sua volta era basata sul modello di Kaifeng della dinastia Song.

### Religione

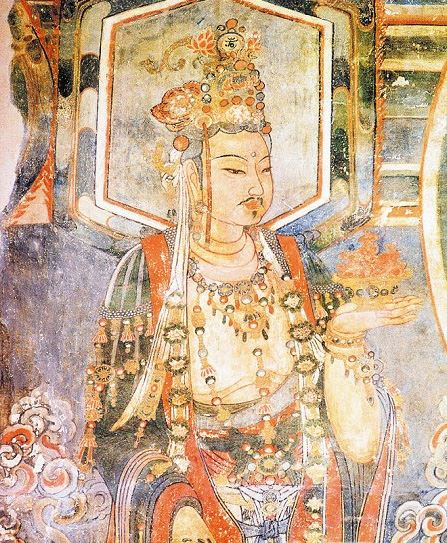
Affresco Jīn di un Bodhisattva dal Tempio di Chongfu (崇福寺) nello Shuozhou (Shanxi).

#### Taoismo
Un ramo significativo del Taoismo chiamato Taoismo Quanzhen fu fondato sotto i Jīn da Wang Zhe (1113–1170), un cinese (Han) che fondò congregazioni formali nel 1167 e 1168. Wang prese il soprannome di Wang Chongyang (Wang "Doppio Yang") e i discepoli che prese furono retrospettivamente conosciuti come i "sette patriarchi di Quanzhen". Il fiorire della poesia Ci che caratterizzava la letteratura Jīn era strettamente legato a Quanzhen, poiché due terzi della poesia ci scritta ai tempi dei Jīn era composta dai taoisti Quanzhen.

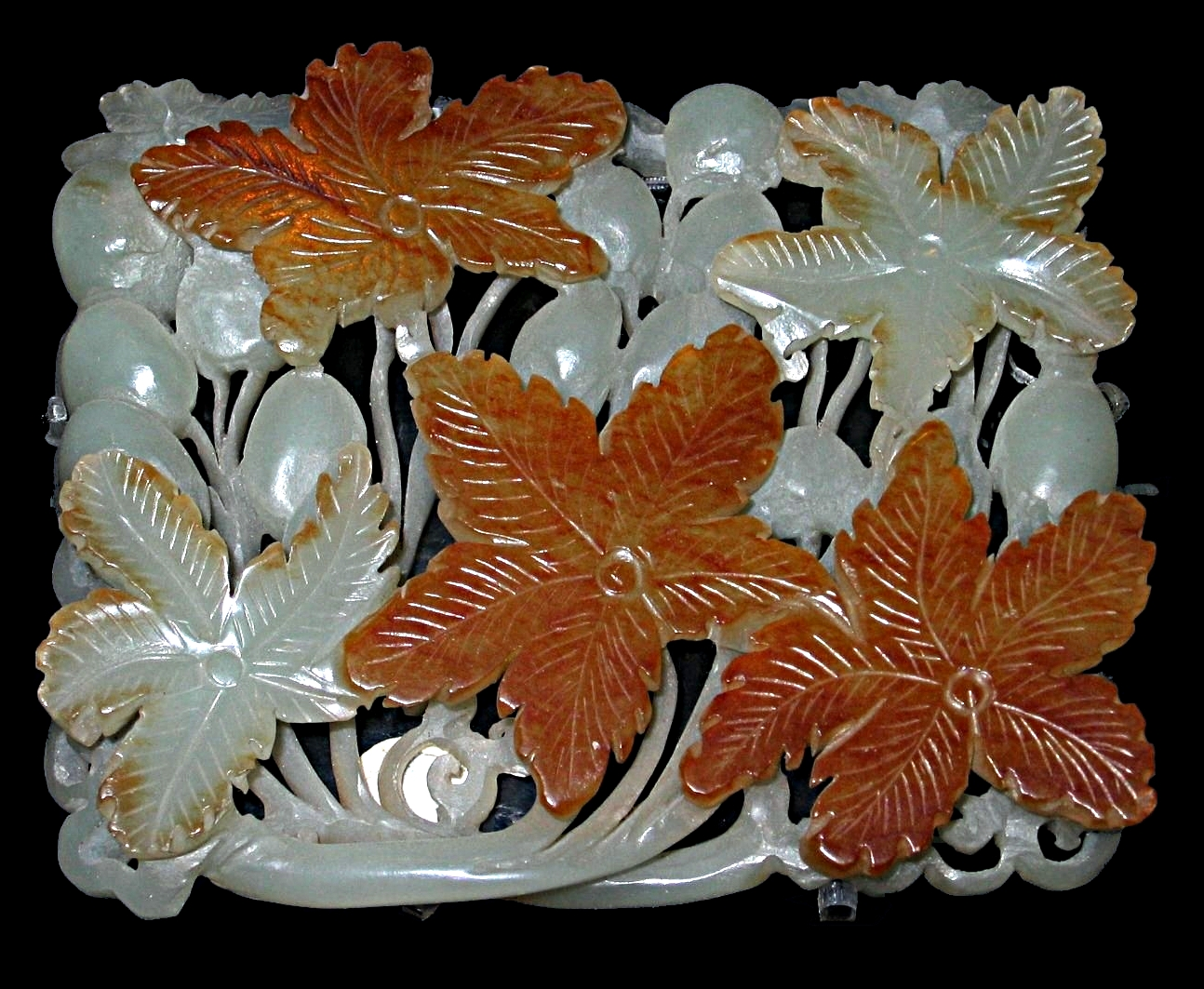
Ornamento in giada con decori floreali Jīn - Museo di Shanghai.

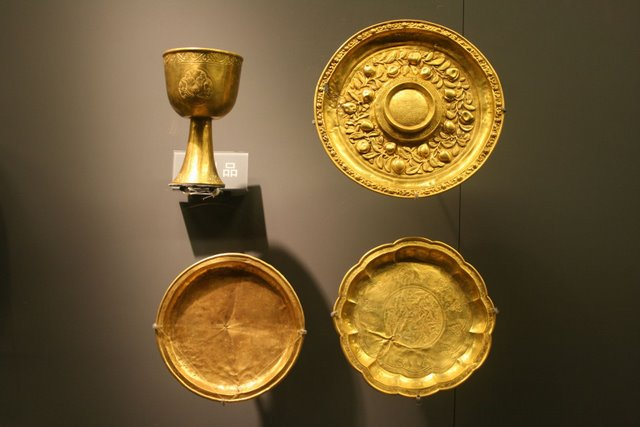
Piatti d'oro ed un calice Jīn da Zhongdu.

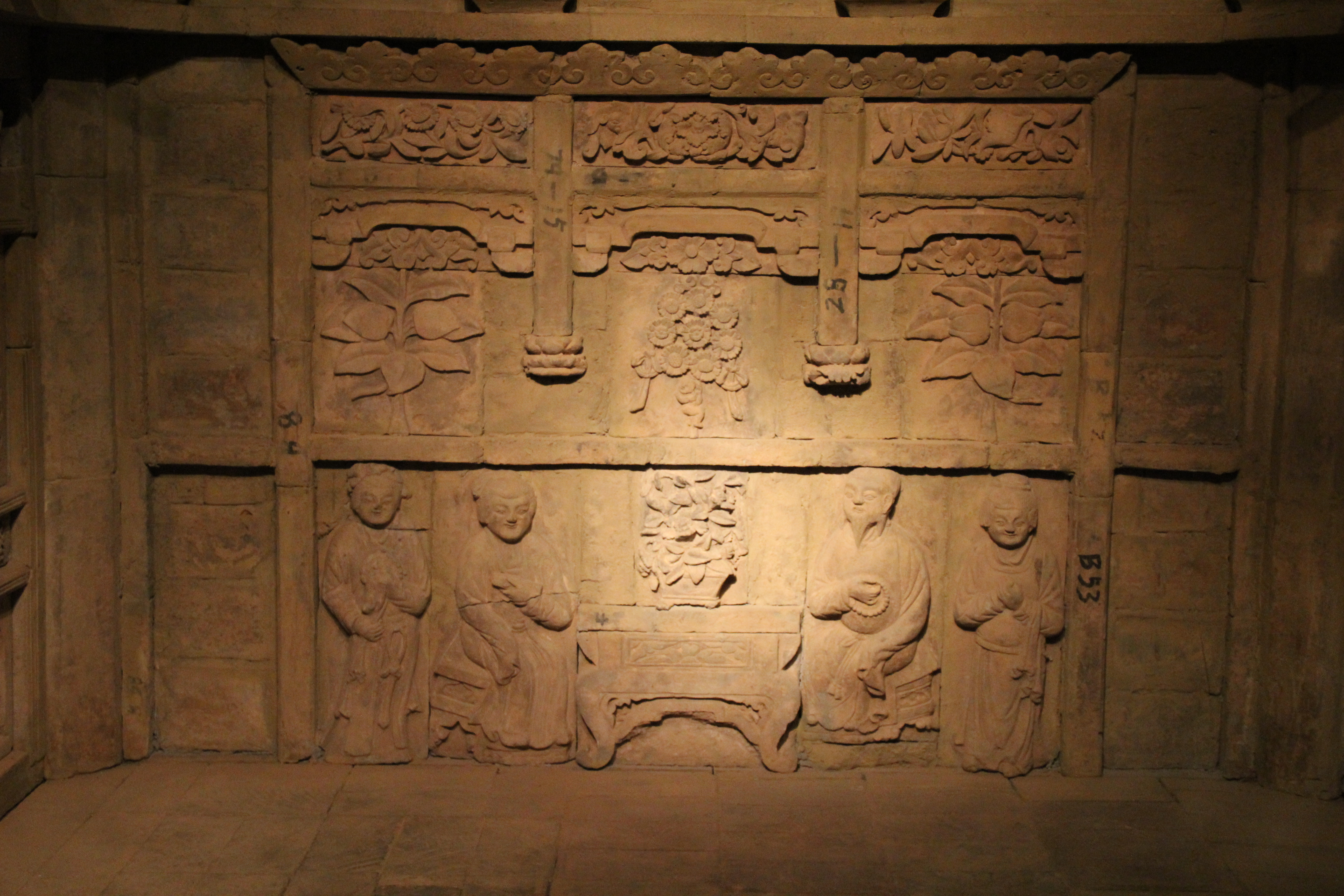
Tomba Jīn.

Lo stato di Jīn ha sponsorizzato un'edizione del Canone taoista noto come il 大金玄都寶藏S, Da Jīn Xuandu baozangP, lett. "Prezioso Canone della Misteriosa Metropoli del Grande Jīn". Basato su una versione ridotta del Canone stampato dall'imperatore Huizong di Song (r. 1100–1125), fu completato nel 1192 sotto la direzione e il supporto dell'imperatore Zhangzong di Jin (r. 1190–1208). Nel 1188, il nonno e predecessore di Zhangzong, l'imperatore Shizong di Jin (r. 1161–1189) aveva ordinato che i blocchi di legno per il canone dei Song fossero trasferiti da Kaifeng, l'ex-capitale dei Song ora divenuta la "capitale meridionale" dei Jīn, all'"Abbazia della perpetuità celeste" della capitale centrale o Tianchang guan 天長觀, sul sito di ciò che è ora il Tempio della Nuvola Bianca a Pechino. Anche altri scritti taoisti furono trasferiti lì da un'altra abbazia nella capitale centrale. Zhangzong incaricò il sovrintendente dell'abbazia, Sun Mingdao (孫明道), e due funzionari civili di preparare un Canone completo per la stampa. Dopo aver inviato persone a una "ricerca nazionale di scritture" che ha prodotto 1.074 fascicoli di testo non inclusi nell'edizione Huizong del Canone e assicurandosi donazioni per la stampa, nel 1192 Sun Mingdao ha proceduto a tagliare i nuovi blocchi di legno. La stampa finale consisteva di 6.455 fascicoli. Anche se gli imperatori Jīn occasionalmente offrivano copie del Canone in dono, non ne è sopravvissuto un singolo frammento.

#### Buddismo
Un canone buddhista o Tripiṭaka fu prodotto anche nello Shanxi, lo stesso luogo in cui una versione migliorata del canone taoista sponsorizzato dai Jīn sarebbe stata ristampata nel 1244. Il progetto fu avviato nel 1139 da una monaca buddista di nome Cui Fazhen che giurò (e presumibilmente «si ruppe il braccio per suggellare il giuramento»") di raccogliere i fondi necessari per realizzare una nuova edizione ufficiale del Canone stampata dai Song. Completato nel 1173, il Tripiṭaka dei Jīn contava circa 7.000 fascicoli, «un risultato importante nella storia della stampa privata buddista» poi ulteriormente ampliato dalla dinastia Yuan.
Il buddismo prosperò sotto i Jīn, sia nei suoi rapporti con la corte imperiale sia nella società in generale. Molti sutra erano anche scolpiti su tavolette di pietra. I donatori che hanno finanziato tali iscrizioni includevano membri della famiglia imperiale Jīn, alti funzionari, gente comune e sacerdoti buddisti. Alcuni sutra sono sopravvissuti solo da queste incisioni, che sono quindi molto preziose per lo studio del buddismo cinese. Allo stesso tempo, però, la corte Jīn ha fatto commercio dei certificati dei monaci in cambio di entrate. Questa pratica fu iniziata nel 1162 da Shizong per finanziare le sue guerre e cessò tre anni dopo quando la guerra finì. Il suo successore, Zhanzong, usò lo stesso metodo per raccogliere fondi militari nel 1197 e un anno dopo per raccogliere fondi per combattere la carestia nella capitale occidentale. La stessa pratica fu ripresa nel 1207 per combattere i Song e far fronte ad altre carestie, tanto quanto durante i regni degli imperatori Weishao (r. 1209–1213) e Xuanzong (r. 1213–1224) per combattere i mongoli.

## Imperatori della dinastia Jīn

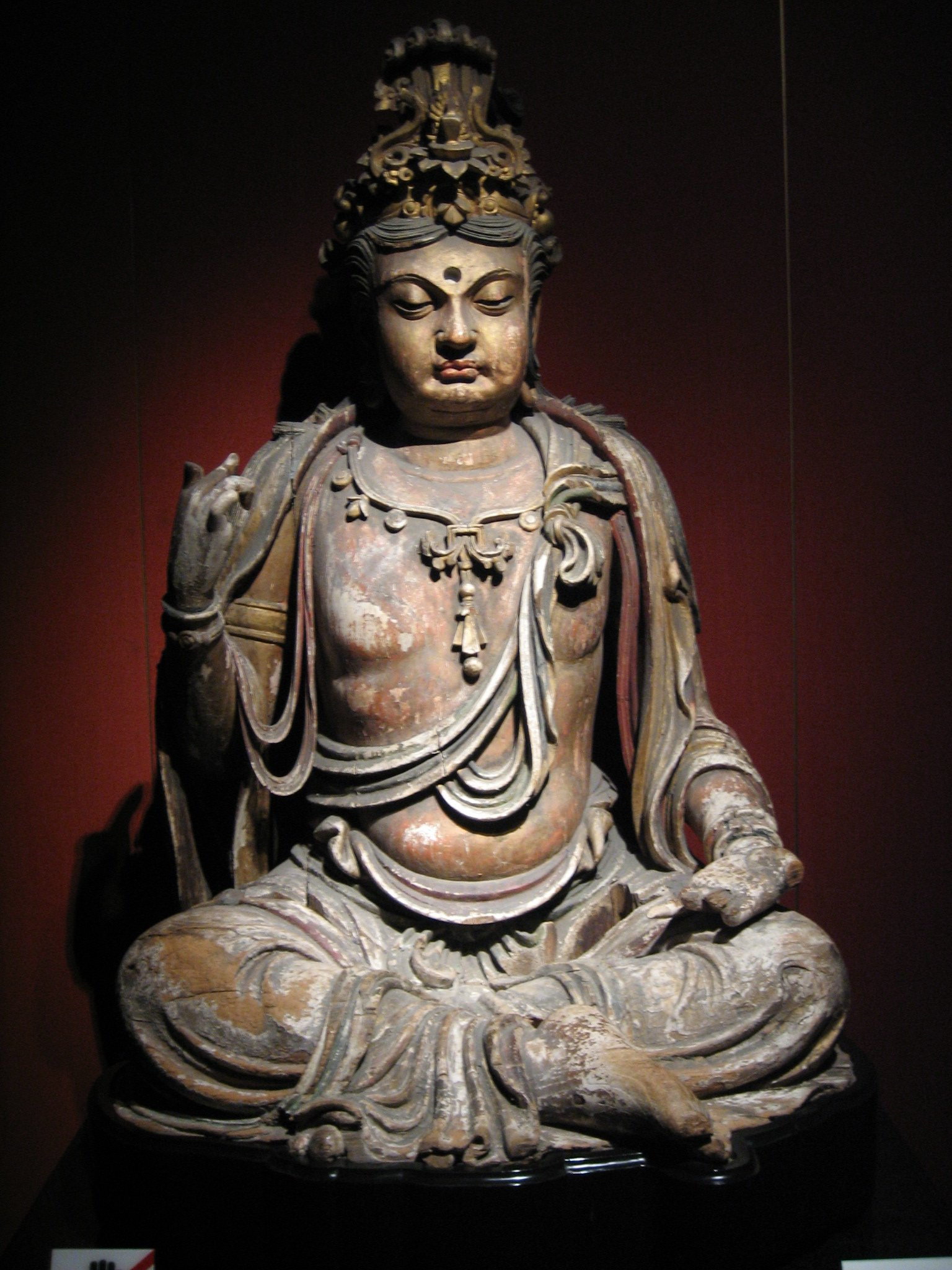
Statua lignea di un Bodhisattva, dinastia Jīn (Museo di Shanghai).

| Nome templare (廟號 miàohào)                             | Nome postumo (諡號 shìhào)        | Nome alla nascita (姓名 xìngmíng)                         | Anni di regno | Ere di regno (年號 niánhào)                                             |
| -------------------------------------------------------- | --------------------------------- | --------------------------------------------------------- | ------------- | ----------------------------------------------------------------------- |
| Convenzione: "Jin" + nome templare o postumo             |                                   |                                                           |               |                                                                         |
| Tàizǔ 太祖                                               | (1)                               | Wányán Āgǔdǎ 完顏阿骨打                                   | 1115-1123     | Shōuguó 收國 1115-1116 Tiānfǔ 天輔 1117-1123                            |
| Tàizōng 太宗                                             | (1)                               | Wányán Wúqǐmǎi 完顏吳乞買 o Wányán (Shèng o Chéng) 完顏晟 | 1123-1134     | Tiānhuì 天會 1123-1134                                                  |
| Xīzōng 熙宗                                              | (1)                               | Wányán Hélá 完顏合剌 or Wányán Dǎn 完顏亶                 | 1135-1149     | Tiānhuì 天會 1135-1138 Tiānjuàn 天眷 1138-1141 Huángtǒng 皇統 1141-1149 |
| (2)                                                      | Hǎilíngwáng 海陵王                | Wányán Liàng 完顏亮                                       | 1149-1161     | Tiāndé 天德 1149-1153 Zhènyuán 貞元 1153-1156 Zhènglóng 正隆 1156-1161  |
| Shìzōng 世宗                                             | (1)                               | Wányán Yōng 完顏雍                                        | 1161-1189     | Dàdìng 大定 1161-1189                                                   |
| Zhāngzōng 章宗                                           | (1)                               | Wányán Jǐng 完顏璟                                        | 1190-1208     | Míngchāng 明昌 1190-1196 Chéng'ān 承安 1196-1200 Tàihé 泰和 1200-1208   |
| (2)                                                      | Wèishàowáng 衛紹王 o Wèiwáng 衛王 | Wányán Yǒngjì 完顏永濟                                    | 1209-1213     | Dà'ān 大安 1209-1212 Chóngqìng 崇慶 1212-1213 Zhìníng 至寧 1213         |
| Xuānzōng 宣宗                                            | (1)                               | Wányán Xún 完顏珣                                         | 1213-1223     | Zhēnyòu 貞祐 1213-1217 Xīngdìng 興定 1217-1222 Yuánguāng 元光 1222-1223 |
| Āizōng 哀宗                                              | (1)                               | Wányán Shǒuxù 完顏守緒                                    | 1224-1234     | Zhèngdà 正大 1224-1232 Kāixīng 開興 1232 Tiānxīng 天興 1232-1234        |
|                                                          | Mòdì 末帝                         | Wányán Chénglín 完顏承麟                                  | 1234          |                                                                         |
| (1) Nome lungo, generalmente non usato. (2) Inesistente. |                                   |                                                           |               |                                                                         |

### Esplicative
1. ↑  Gernet 1996, p. 357 - Nanchino e Hangchow furono prese d'assalto nel 1129 e nel 1130 i Jürchen si avventurarono fino a Ning-po, nella punta nord-orientale di Chekiang.
2. ↑  (EN) René Grousset, The Empire of the Steppes: A History of Central Asia, rist. ill., Rutgers University Press, 1970,  p. 137, ISBN 978-0-8135-1304-1.
«L'imperatore Kao-tsung aveva preso il volo per Ningpo (allora noto come Mingchow) e successivamente per il porto di Wenchow, a sud di Chekiang. Da Nanchino il generale Kin Wu-chu si affrettò all'inseguimento e conquistò Hangchow e Ningpo (fine 1129 e inizio 1130). , fiumi che si intersecano, risaie e canali, e una fitta popolazione che lo tormentava e lo circondava. We-chu, capo delle truppe Kin, cercò di tornare a nord ma fu fermato dallo Yangtze, ora vasto come un mare e pattugliato da flottiglie cinesi. Alla fine un traditore gli mostrò come avrebbe potuto attraversare il fiume vicino a Chenkiang, a est di Nanchino (1130).»

### Bibliografiche
1. ↑  Zhao 2006, p. 7.
2. ↑  Zhao 2006, p. 6.
3. ↑  Zhao 2006, p. 24.
4. ↑  Gorelova 2002, pp. 13-14.
5. ↑  Crossley 1997, p. 17.
6. ↑  Crossley 1997, p. 124.
7. ↑  Crossley 1997, pp. 18-20.
8. 1 2  Franke 1994, p. 217.
9. ↑  Franke 1994, p. 218.
10. 1 2  Franke 1994, p. 220.
11. ↑  Franke 1994, p. 219.
12. ↑  Breuker 2010, pp. 220-221.
13. 1 2  Franke 1994, p. 221.
14. ↑  Franke & Twitchett 1994, p. 39.
15. ↑  Tillman 1995a, pp. 28 e s.
16. ↑  (EN) Mark Elliott, 8. Hushuo The Northern Other and the Naming of the Han Chinese (PDF), in Tomhas S. Mullaney [et al.] (a cura di), Critical Han Studies The History, Representation, and Identity of China's Majority, University of California Press, 2012,  p. 186.
17. ↑  Gernet 1996, pp. 358 e s.
18. ↑  (EN) Yuan Julian Chen, Frontier, Fortification, and Forestation: Defensive Woodland on the Song–Liao Border in the Long Eleventh Century, in Journal of Chinese History, vol. 2, 2018,  pp. 313-334, DOI:10.1017/jch.2018.7, ISSN 2059-1632 (WC · ACNP).
19. ↑  (EN) Robert Hymes, Columbia Chronologies of Asian History and Culture, a cura di John Stewart Bowman, Columbia University Press, 2000,  p. 34, ISBN 978-0-231-11004-4.
20. ↑  (EN) Yuan Julian Chen, Legitimation Discourse and the Theory of the Five Elements in Imperial China, in Journal of Song-Yuan Studies, vol. 44, 2014,  pp. 325-364, DOI:10.1353/sys.2014.0000.
21. ↑  (EN) Mark C. Elliot, The Manchu Way: The eight banners and ethnic identity in late imperial China, Stanford University Press, 2001,  p. 60.
22. 1 2  (EN) Beck Sanderson, Liao, Xi Xia, and Jin Dynasties 907-1234, su China 7 BC To 1279.
23. 1 2  ibidem
24. ↑  Chinese History - Song Dynasty 宋 (960-1279)
25. ↑  Franke 1994, pp. 273-277.
26. 1 2  Mote 1999, pp. 231-235.
27. ↑  Mote 1999, p. 240.
28. ↑  (EN) Peter Connolly, John Gillingham e John Lazenby, The Hutchinson Dictionary of Ancient and Medieval Warfare, Routledge, 2016,  p. 356, ISBN 978-1-135-93674-7.
29. 1 2 3 4  Tao 1976, cap. 2. "The Rise of the Chin dynasty", pp. 21–24.
30. ↑  Peers 2006, p. 135.
31. ↑  Peers 2006, p. 137.
32. ↑  (EN) Jesse D. Sloane, Mapping a Stateless Nation: "Bohai" Identity in the Twelfth to Fourteenth Centuries, in Journal of Song-Yuan Studies, vol. 44, 2014,  pp. 365-403, DOI:10.1353/sys.2014.0003.
33. ↑  (EN) Great Wall of Jin Dynasty (1115–1234), su TravelChinaGuide.
34. 1 2  Franke 1994, p. 265.
35. ↑  Franke 1994, pp. 265-266.
36. ↑  Franke 1994, p. 266.
37. ↑  Franke 1994, p. 270.
38. ↑  Franke 1994, p. 267.
39. ↑  Tillman 1995b, pp. 91-93.
40. ↑  (EN) Robert S. Nelson e Margaret Olin, Monuments and Memory, Made and Unmade, University of Chicago Press, 2003,  p. 119, ISBN 978-0-226-57158-4.
41. ↑  (EN) Toby Lincoln, An Urban History of China, Cambridge University Press, 2021,  p. 89, ISBN 978-1-107-19642-1.
42. 1 2 3 4  Boltz 2008, p. 291.
43. ↑  Boltz 2008, pp. 291-292.
44. 1 2  Boltz 2008, p. 292.
45. 1 2 3  Yao 1995, p. 174.
46. ↑  Goossaert 2008, p. 916.
47. ↑  Yao 1995, p. 173.
48. 1 2 3  Yao 1995, p. 175.
49. 1 2  Yao 1995, p. 161.
50. ↑  Yao 1995, pp. 161-62.